# Pierre de Villemarest
Pierre Faillant de Villemarest, nacido en Chalon-sur-Saône en 1922 y fallecido en 2008 fue un periodista y ensayista francés.

## Obras
- Le 14.º complot du 13 Mai, Presses continentales, 96 p., 1960.
- Histoire intérieure de l’U.R.S.S. depuis 1945, éd. Les Sept couleurs, 315 p., 1962.
- L’Espionnage soviétique en France 1944-1969, Nouvelles éditions latines, 319 p., 1969.
- La Marche au pouvoir en U.R.S.S., éd. Les Grandes Études contemporaines, 466 p., 1969.
- La Terreur en URSS, NKVD contre Internationale communiste, 1930-1940, 1978.
- Le NKVD dans la guerre. Les guérillas en Europe centrale 1941-1953, éd. Beauval/Ferni, Paris/Genève, 1976/1978.
- Histoire secrète des organisations terroristes 1945-1975 (4 volumes Amérique latine, Moyen-Orient, Europe), éd. Beauval/Famot, Paris/Genève, 1976.
- Manuel de politique internationale, éd. Nouvelle Acropole, 68 p., 1977.
- Exploits et bavures de l’espionnage américain : les espions du Président, l’O.S.S., la C.I.A., éd. Famot, 3 volumes de 250 p., 1978.
- Les stratèges de la peur: Vingt ans de guerre révolutionnaire en Argentine, Éditions Voxmundi (1980), Genève.
- I Maya, Voxmundi, (1981), Genève.
- Le tsarévitch n’est pas mort ou le Revenant d’octobre, éd. Crémille/Famot, Genève/Paris, 1984.
- Quand l’URSS était l’alliée des nazis, éd. Crémille/Famot, Genève, Paris, 1984.
- Les Sources financières du communisme. Quand l URSS était l’alliée des nazis, éd. CEI, 255 p., 1984. ISSN 09859470
- Les Sources financières du nazisme, éd. CEI, 93 p., 1984.
- Avec Clifford A. Kiracoff, GRU : le plus secret des services soviétiques 1918-1988, éd. Stock, 335 p., 1988. ISBN 2234021197
- Complicités et financements soviéto-nazis: À l'ombre de Wall Street, Éditions Godefroy de Bouillon, (1996), ISBN 978-2841910151
- Polyarnik : histoire d’un chef d’État espion épisodique de Moscou. Une contre-enquête à propos de Willy Brandt, éd. Godefroy de Bouillon, 191 p., 1999. ISBN 2841910946
- Le Mondialisme contre nos libertés, réédition complétée en 2001. ISBN 2909341259
- Le Dossier Saragosse : Martin Bormann et Gestapo-Muller après 1945…, avant-propos de Vladimir Boukovski, collection « Renseignement & Guerre secrète », éd. Lavauzelle, 2002, 262 p. ISBN 2702505783

Con Danièle de Villemarest
- Avec Danièle de Villemarest et William D. Wolf, Faits et chroniques interdits au public - Tome 1, éd. Aquilion, 124 p., 2003. ISBN 2951741510
- Avec Danièle de Villemarest et William D. Wolf, Faits et chroniques interdits au public - Tome 2 : les secrets de Bilderberg, éd. Aquilion, 172 p., 2004. ISBN 2951741529
- Avec Danièle de Villemarest et William D. Wolf, Faits et chroniques interdits au public - Tome 3 : la Trilatérale, éd. Aquilion, 194 p., 2007. ISBN 2951741545
- Avec Danièle de Villemarest, Le KGB au cœur du Vatican, Éditions de Paris, 310 p., 2006. ISBN 2851620525
- Avec Danièle de Villemarest et Clifford A. Kiracoff, Le Coup d’État de Markus Wolf : la guerre secrète des deux Allemagnes, 1945-1991, éd. Stock, 389 p., 1991. ISBN 223402224X